# Metagonia oxtalja
Metagonia oxtalja là một loài nhện trong họ Pholcidae. Loài này được phát hiện ở México.